# Gare d'Issé
La gare d'Issé est une gare ferroviaire française de la ligne de Nantes-Orléans à Châteaubriant, située sur le territoire de la commune d'Issé, dans le département de la Loire-Atlantique, en région Pays de la Loire.
Elle est mise en service en 1877 par la Compagnie du Chemin de fer de Paris à Orléans (PO) et fermée en 1980 par la Société nationale des chemins de fer français (SNCF). Elle est rouverte en 2014, grâce à la réactivation de la ligne qui est alors parcourue par des tram-train du TER Pays de la Loire.

## Situation ferroviaire
Établie à 40 mètres d'altitude, la gare d'Issé est située au point kilométrique (PK) 479,490 de la ligne de Nantes-Orléans à Châteaubriant, entre les gares ouvertes d'Abbaretz et de Châteaubriant. Elle est séparée de cette dernière par la gare aujourd'hui fermée de La Claie. Avant sa réouverture en 2014, elle était située au PK 479,537.

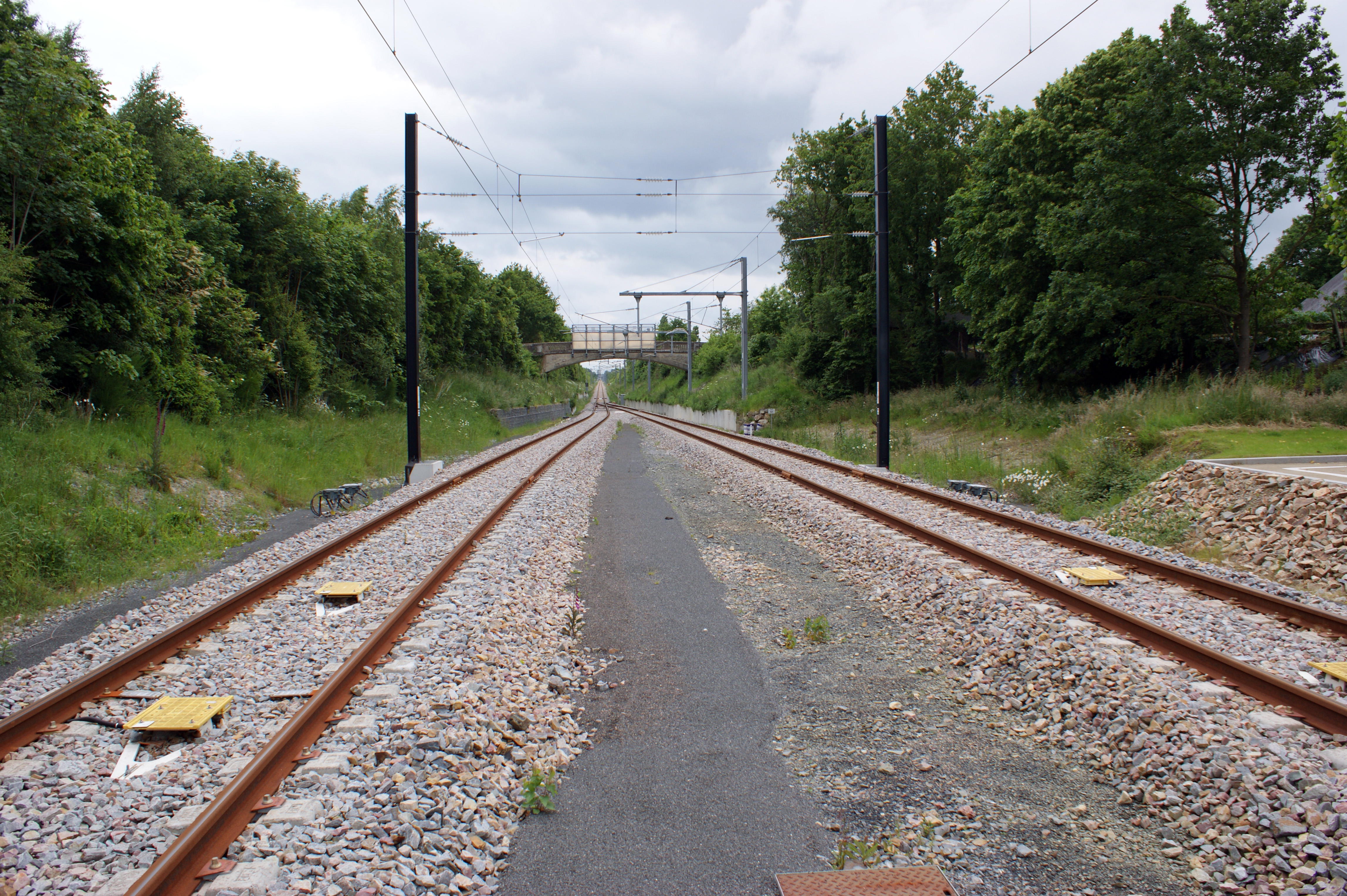
Les deux voies de la gare, vue vers Châteaubriant.

## Histoire
La création d'une station à Issé est officiellement décidée, le 11 juillet 1874, par le ministre des travaux publics lorsqu'il approuve le projet d'implantations de cinq stations sur le tracé de la ligne de Nantes à Châteaubriant.

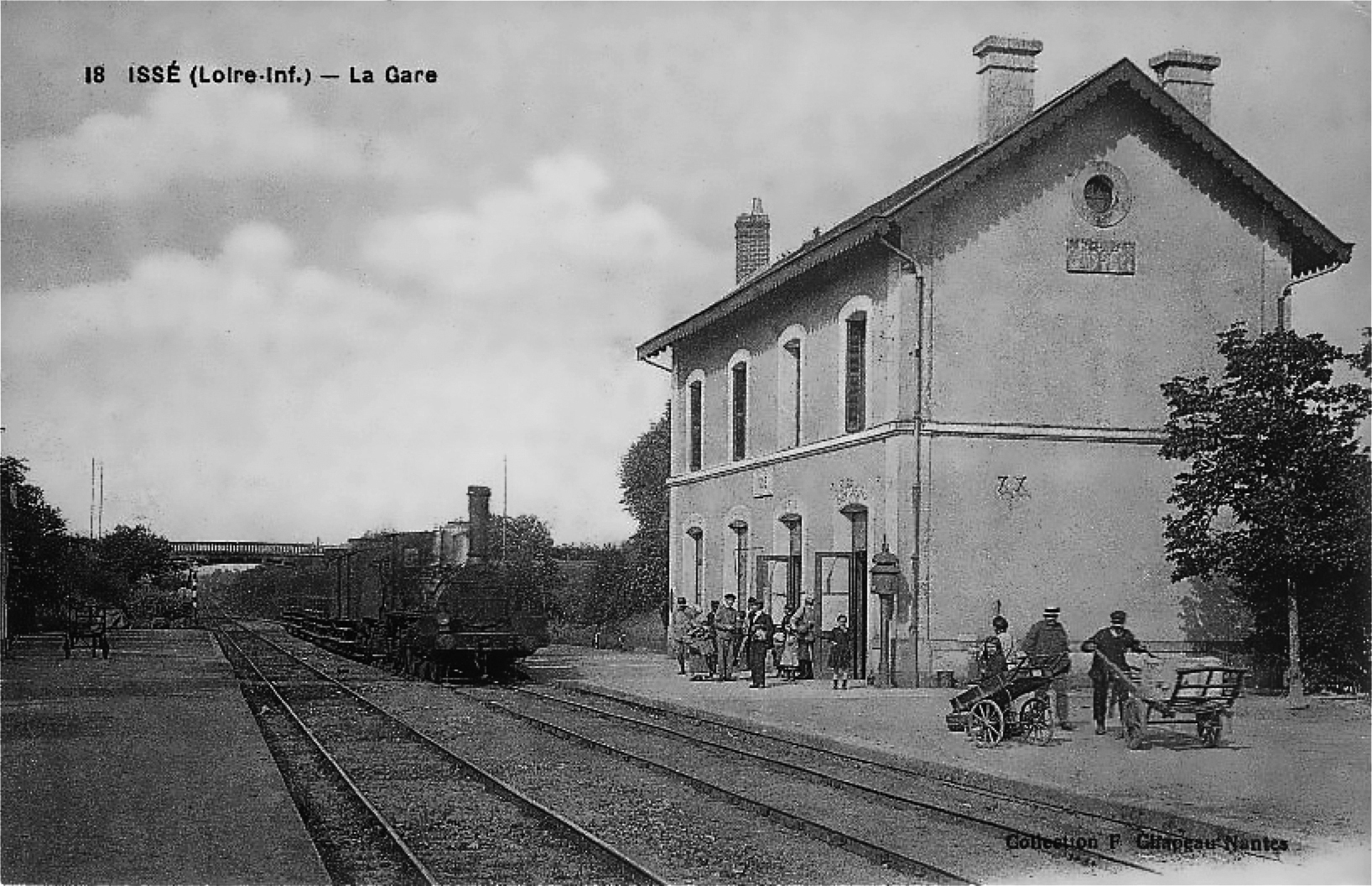
La gare vers 1900

Construite par la Compagnie du chemin de fer de Paris à Orléans, la gare d'Issé est mise en service le 23 décembre 1877 lors de l'inauguration de la ligne de Nantes à Châteaubriant.
La gare est fermée le 31 mai 1980, en même temps que la relation commerciale Nantes - Châteaubriant, après le passage du dernier train, assuré par un autorail de type X 2400.
Les réouvertures de la ligne et de la gare ont eu lieu le 28 février 2014. À cette occasion, la gare a été entièrement réaménagée, avec la création d'un abri voyageurs en lieu et place du bâtiment voyageurs qui a été démoli dans le courant de l'année 2012, étant trop abîmé par le temps. Desservie dès la réouverture par 7 allers-retours en semaine, 5 les samedis et 4 les dimanches, entre Nantes et Châteaubriant, depuis le 5 juillet 2015, un 8e aller-retour est ajouté en soirée,.

## Service des voyageurs

### Accueil
Halte SNCF, c'est un point d'arrêt non géré (PANG) à entrée libre, équipé d'un abri de quai et d'un distributeur automatique de billets régionaux.

### Desserte
Issé est desservie par des trains régionaux TER Pays de la Loire circulant entre Châteaubriant et Nantes. Le trajet est effectué en moins d'une heure vers Nantes, 10 ou 11 minutes vers Châteaubriant. 8 allers-retours du lundi au vendredi, 5 les samedis et 4 les dimanches sont proposés.

### Intermodalité
Un parc à vélos de 16 places et un parking pour les véhicules de 59 places sont aménagés.

La Gare
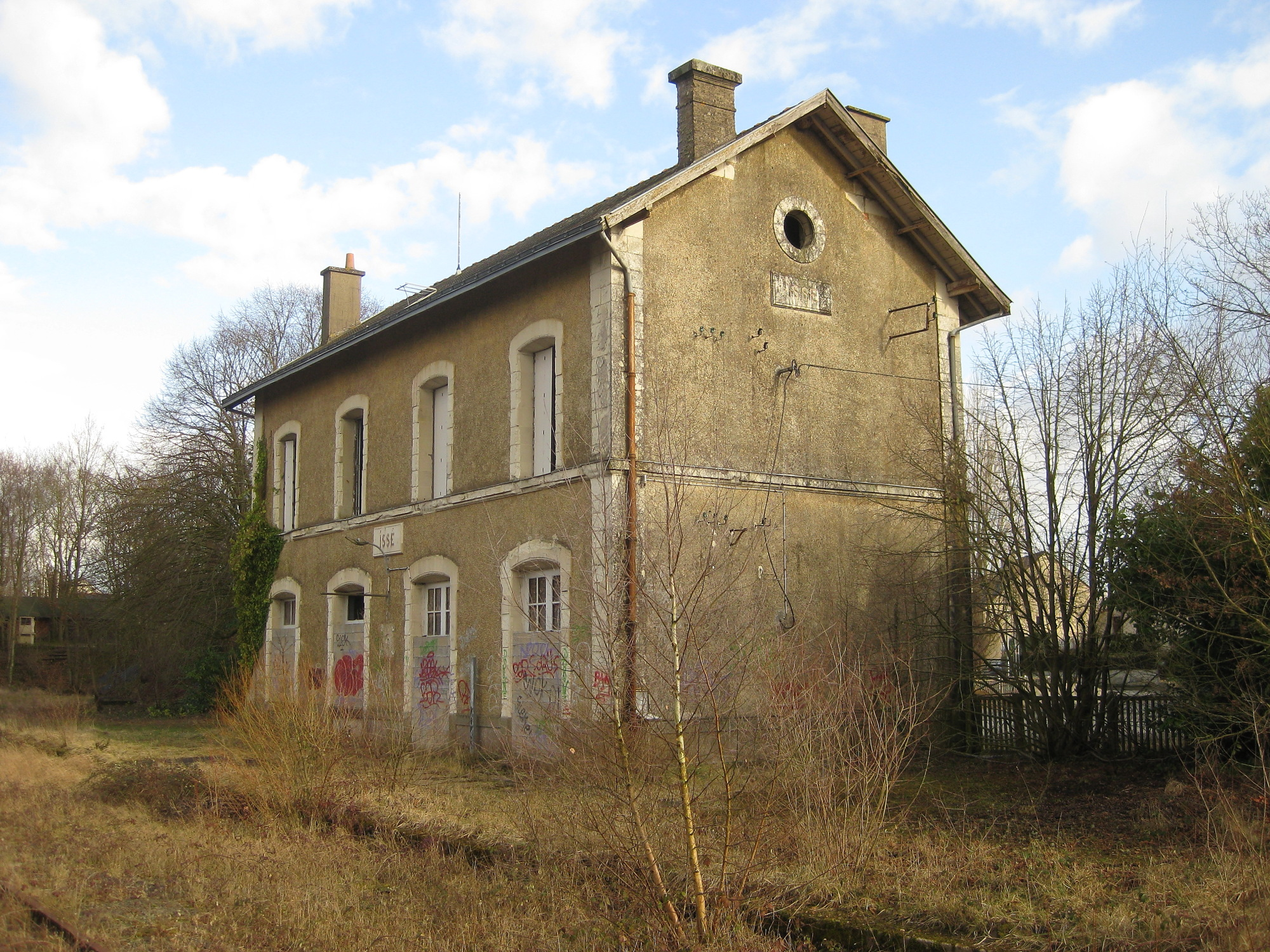
Ancien BV en 2009.
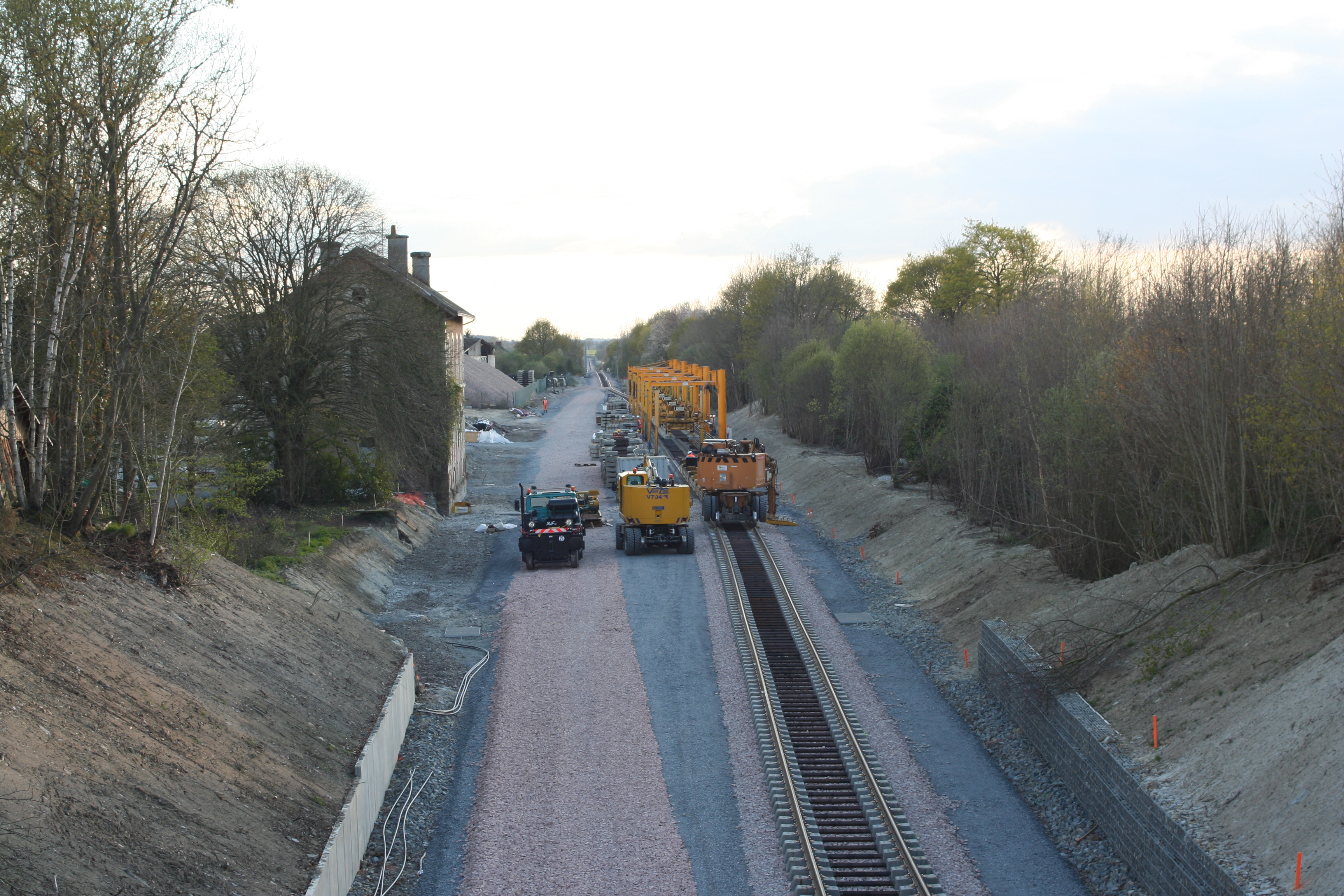
Travaux et ancien BV en 2012.
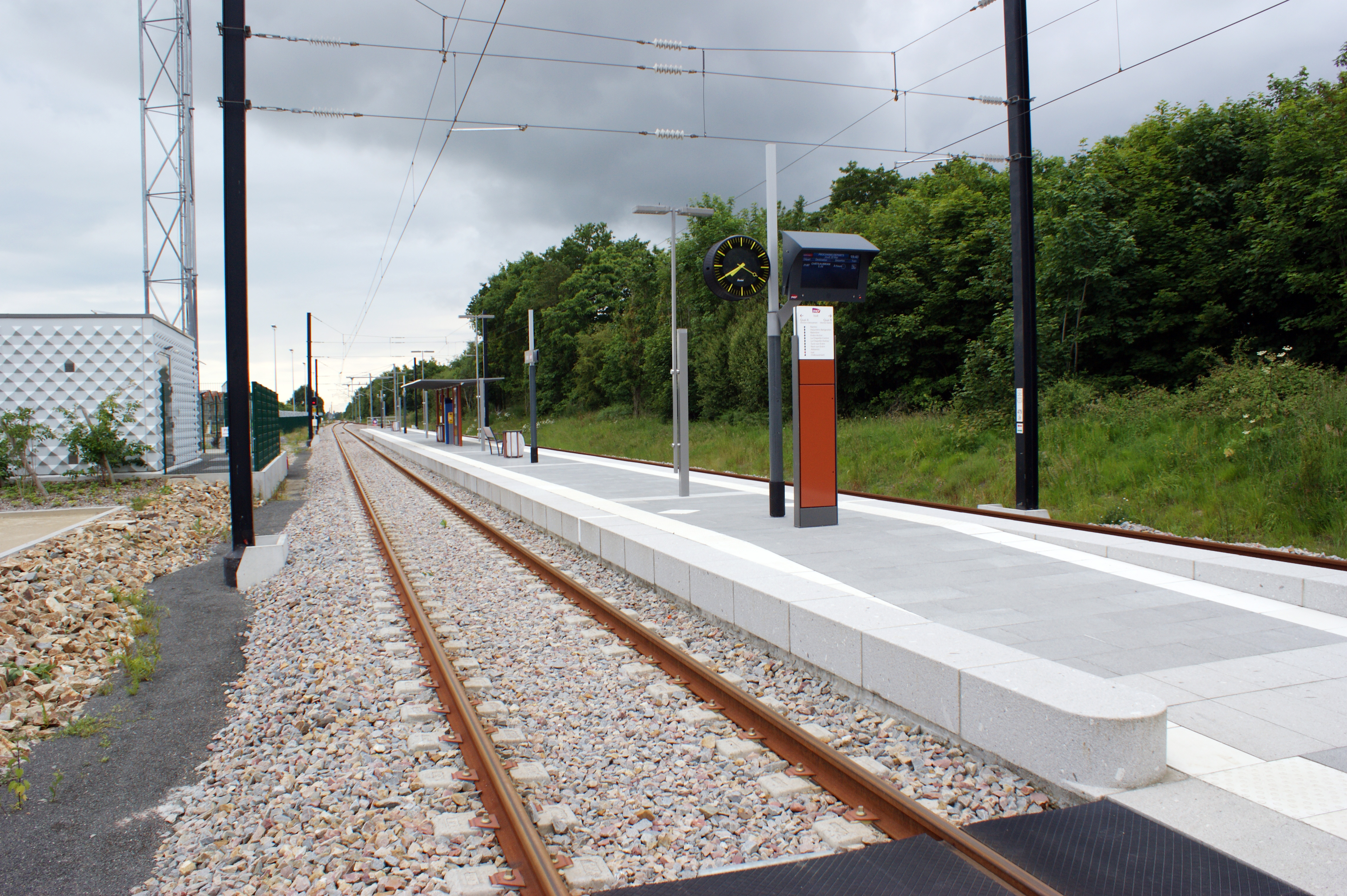
Passage planchéié d'accès au quai.